# José Manuel Pérez Herrera
José Manuel Pérez Herrera, más conocido como José Herrera (Jerez de la Frontera, España, 4 de octubre de 1978), es un entrenador de fútbol español. Actualmente dirige al Atlético Sanluqueño, equipo que milita en el Grupo 2 de la Primera Federación.

## Trayectoria
Comenzó su carrera como futbolista y militó en las categorías inferiores del Xerez CD, aunque muy pronto comenzaría en el mundo de los banquillos en el fútbol base. Herrera comenzó su andadura como técnico del juvenil del Nueva Jarilla AD en el curso 2009-10. Un año más tarde se marchó al Liberación jerezano cadete. Fue en la temporada 2011-12 cuando aterrizó en El Palmar de Sanlúcar de Barrameda para dirigir al cadete del Atlético Sanluqueño.
Una campaña más tarde hizo campeón de la Regional Preferente al juvenil verdiblanco y ascenderlo un curso más tarde a División de Honor, logro que le valió para sentarse en el banquillo del filial del Sanluqueño.
Su buen hacer en la cantera le permitió dar el salto al primer equipo en enero de 2015. El Sanluqueño finalizó cuarto la Liga regular en el Grupo X y solo un gol en el descuento del Atlético Levante en la final por el ascenso dejó a Pérez Herrera sin probar las mieles de la Segunda B.
Sin embargo, en la 2015-16, el técnico logró la hazaña después de ser subcampeón del Grupo X y liquidar a Náxara, Las Palmas Atlético y Cerceda.
En la siguiente temporada, esta vez con el Arcos C.F., logró llevar al equipo serrano hasta la segunda eliminatoria de los Play-Offs de Ascenso, con el que batió todos los registros del Club en Tercera División, clasificándolo como segundo para la Copa de su Majestad el Rey tras pelearle hasta el final el campeonato al filial del Real Betis.
En julio de 2017, se compromete con el San Fernando Club Deportivo para entrenar en el Grupo IV de Segunda B, con el que conseguiría el noveno puesto en la temporada 2017-18 y le supondría la renovación por una temporada más.
En julio de 2019 se desliga del San Fernando Club Deportivo y firma contrato con CD Ibiza- Islas Pitiusas.
El 8 de agosto de 2020 se anuncia su fichaje por el Xerez Deportivo FC. En esa temporada consigue el campeonato del grupo X de Tercera División, la clasificación para la disputa de la Copa del Rey la siguiente temporada y el ascenso a la nueva Segunda RFEF.
El 24 de octubre de 2022 es destituido como técnico del Xerez Deportivo FC., El equipo azulino empataba el día anterior ante el Antequera, líder del Grupo 4 que aún no conocía la derrota, y acumulaba seis jornadas sin perder, pero la mala clasificación fue el justificante para la destitución, estando el equipo en zona de descenso.

## Clubes

### Como entrenador
| Club                    | País   | Categoría          | Año       |
| ----------------------- | ------ | ------------------ | --------- |
| Atlético Sanluqueño     | España | Tercera División   | 2014-2016 |
| Arcos CF                | España | Tercera División   | 2016-2017 |
| San Fernando CD         | España | Segunda B          | 2017-2019 |
| CD Ibiza Islas Pitiusas | España | Tercera División   | 2019-2020 |
| Xerez DFC               | España | Tercera División   | 2020-2022 |
| Atlético Sanluqueño     | España | Primera Federación | 2025-     |